# Borges International Group
Borges International Group, más conocido como Borges, es una empresa española de alimentación con fuerte presencia internacional y especialmente conocido por la comercialización de frutos secos, frutas desecadas, aceitunas, vinagres y aceites de oliva.

## Historia
En 1896 el matrimonio Antonio Pont Pont y Dolores Creus Casanovas fundó en Tárrega (Lérida) Industrias Pont para la compraventa de almendras y aceitunas, productos típicos de la región.
En 1914 comienza la industrialización del grupo con la adquisición de una almazara para la obtención de aceite de oliva.
En 1985 se crea la primera filial internacional en California para el aprovisionamiento de nueces y almendras.

## Presencia internacional
La empresa cuenta con una importante actividad internacional, no en vano aproximadamente el 75% de ventas del grupo se realiza en el extranjero. La empresa está presente en 110 países y es uno de los líderes mundiales en los mercados de aceite de oliva, vinagre, nueces, aceitunas y almendras.
La empresa pertenece al Foro de Marcas Renombradas Españolas.

### Operaciones continuadas en Rusia
A pesar de la invasión rusa de Ucrania en 2022 y la imposición de sanciones internacionales generalizadas, Borges ha continuado con sus operaciones comerciales en Rusia. La presencia continua de la empresa en el mercado ruso ha suscitado críticas por apoyar indirectamente la economía de Rusia durante su agresión contra Ucrania. Esta situación ha planteado preocupaciones éticas y preguntas sobre la responsabilidad corporativa, especialmente dado que Rusia sigue bajo el escrutinio global por sus violaciones del derecho internacional y de los principios humanitarios.